# Protopitec
El protopitec (Protopithecus brasiliensis) és una espècie extinta de primat de la família dels atèlids que visqué durant el Plistocè superior en allò que avui en dia és el Brasil. Se n'han trobat restes fòssils als estats de Bahia i Minas Gerais. Es tracta de l'única espècie reconeguda del gènere Protopithecus. La història taxonòmica d'aquesta espècie és llarga i complexa. El 2013, tot el material assignat a Protopithecus fins aleshores, tret de l'holotip, fou transferit a un nou gènere, Cartelles.